# Болонская ловля
Болонская ловля — это один из типов «поплавочной ловли», с использованием безынерционных катушек и специализированных болонских удилищ с кольцами.

## История и применение
Её родиной считается итальянская провинция Болонья, где её начали применять для ловли на довольно широких реках как весьма универсальную снасть, позволяющую ловить и на короткой, и на дальней дистанции, а также обеспечивающую длинную проводку. «Болонская удочка» представляет собой наиболее универсальный вид поплавочной снасти.
Болонская снасть позволяет ловить рыбу практически в любых условиях и даже в тех зонах, где ловля штекером или махом невозможна. Болонскую технику применяют, прежде всего, на реках. С запасом лески на катушке рыболов может ловить на большом расстоянии, к тому же оснастку при длине удилища 7 — 8 метров можно подавать очень точно. Благодаря возможности сдавать леску удается поймать на течении сильного голавля или леща, которые при ловле маховой удочкой оборвали бы её.

## Техника ловли
Определившись с местом ловли, первое, что нужно сделать — правильно определить глубину в этом месте. Для этого необходимо сделать заброс с грузилом-глубомером, чтобы установить поплавок точно в соответствии с глубиной водоёма.
К крючку привязывают грузило-глубомер, масса которого несколько превышает грузоподъемность поплавка. Поплавок при этом следует всегда держать в поле зрения. Если он пойдет вниз, значит, расстояние между поплавком и крючком меньше, чем глубина водоема. Передвигая поплавок вверх или вниз, можно точно определить глубину спуска. Правильность выставленного спуска можно оценить после первых пробных проводок по наличию задевов или зацепов за дно и по поклевкам.
Следующий этап — прикормка. Закармливается «дорожка», по которой вы планируете осуществлять проводку. Прикормочная смесь должна давать мутный шлейф, в котором и будет вестись ловля. Прикармливать нужно не перед собой, а на три — пять метров выше по течению.
Идя на болонскую рыбалку количество прикормки должно быть очень большим, поскольку течение быстро размывает её. 2/3 всей смеси надо использовать для первой прикормки.
Теперь приступаем к проводке. При ловле болонской удочкой осуществляется несколько вариантов проводки: свободная проводка, волочение, «в придержку».
При свободной проводке приманка свободно плывёт по течению, при этом нижнее грузило не касается дна.
При проводке с волочением нижнее грузило скользит по дну.
Во время ловли «в придержку» рыболов притормаживает движение поплавка, при этом оснастка начинает вытягиваться по течению, приманка поднимается вверх и замедляет своё движение, что часто провоцирует рыбу на поклёвку.
Хорошие результаты даёт сочетание нескольких вариантов в ходе одной проводки.
Также болонской удочкой можно ловить на течении, полностью остановив насадку в определённой точке. Этого можно достигнуть, использовав достаточно тяжёлую огрузку, позволяющую удерживать поплавок на месте, приманка при этом будет находиться на дне.

## Болонская снасть
Болонские снасти можно назвать срединой между «маховой» и «матчевой» снастью.

### Болонское удилище
В подавляющем большинстве болонские удилища — телескопической конструкции, длиной 5—7 метров и реже 4 и 8 метров.
Удилища оснащены кольцами. Количество колец соответствует количеству колен удилища плюс 1—2 «плавающих» кольца на кончике удилища, основная задача которых разгрузить кончик удилища от чрезмерной нагрузки, которая может возникнуть во время вываживания рыбы. Для избежания прилипания мокрой лески к бланку пропускные кольца устанавливают на высоких ножках.
Также существует подвид болонских удилищ — штекерные удилища. Их основное отличие от «классического болонского удилища» — это количество колец. На их бланке бывает установлено более 20 колец одновременно. Возникли они в более влажном климате (Англия и Ирландия), поскольку там часто сталкивались с проблемой прилипания лески к удилищу во время дождя. Их длина обычно составляет от 5,5 метра до 6,2 метра. Данные удилища похожи на «классические матчевые», однако они используются для ловли в «проводку», как и «классические болонские удилища».
Штекерные удилища дороже своих болонских собратьев, связано это, в первую очередь, с большим количеством фурнитуры, установленной на бланке.

### Катушки для болонской снасти
В болонской ловле можно использовать практически любую безынерционную катушку, однако при выборе лучше ориентироваться на катушки с высоким передаточным числом (от 5,7:1), большим диаметром шпули и задним фрикционном. Идеальным вариантом для болонской катушки является матчевая катушка.

### Леска
В качестве основной преимущественно используется мононить диаметром 0,14-0,18, поводок 0,1-0,14. Толщину лески следует выбирать в зависимости от размера рыбы, которая ожидается в улове, однако слишком толстая леска делает снасть более грубой, что приводит к уменьшению количества поклёвок.
Желательно использовать нетонущую леску.

### Поплавок

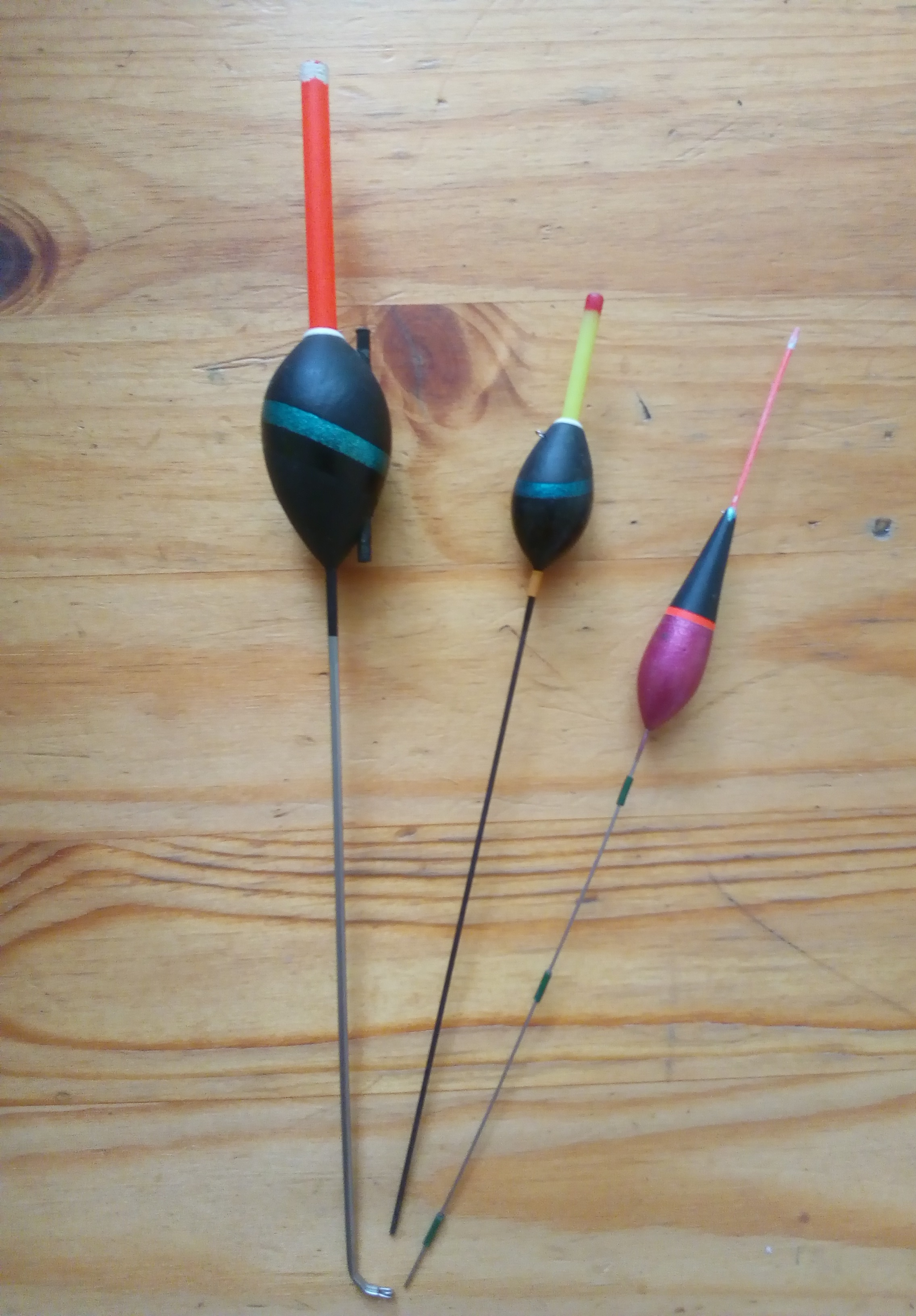
Поплавки для болонской ловли

Для болонской ловли разработаны поплавки специальных форм. Их оснащают длинным килем для придания устойчивости на течении. Для того чтобы поплавок был хорошо виден на расстоянии, на него ставят толстую антенну. Также очень важная деталь — это прочное ушко на теле поплавка, поскольку именно оно испытывает наибольшую нагрузку при натягивании лески во время подсечки.
Для болонской ловли используются 2 типа поплавков — со скользящим креплением и стационарным.
Поплавки со скользящим креплением подходят для ловли в водоемах со стоячей водой или на слабом течении при глубине, превышающей длину удилища, так как на течении во время выполнения проводки такой поплавок будет скользить по леске.
Поплавки со стационарным креплением применяются, наоборот, на водоемах с сильным течением.
При ловле на течении наиболее часто применяют поплавки каплевидной или грушевидной формы с тремя точками крепления (одна в теле поплавка и два силиконовых кембрика на киле).

### Огрузка
Распределение грузил по леске осуществляется в зависимости от условий ловли и приёмов проводки. В любом случае верхнее грузило самое тяжелое и, как правило, составляет 70-90 % от общего веса, нижнее грузило самое маленькое, порой его заменяет вертлюжок, к которому крепится поводок. При промере глубины в зоне проводки все грузила сдвигают к нижнему.